# Bistum Tura
Das Bistum Tura (lat.: Dioecesis Turana) ist eine in Indien gelegene römisch-katholische Diözese mit Sitz in Tura.

## Geschichte
Das Bistum Tura wurde am 1. März 1973 durch Papst Paul VI. mit der Apostolischen Konstitution Romani Pontifices aus Gebietsabtretungen des Erzbistums Shillong-Guwahati errichtet und diesem als Suffraganbistum unterstellt. Am 30. März 1992 gab das Bistum Tura Teile seines Territoriums zur Gründung des Bistums Guwahati ab.

## Territorium
Das Bistum Tura umfasst den Distrikte East Garo Hills, North Garo Hills, South Garo Hills, South West Garo Hills und West Garo Hills im Bundesstaat Meghalaya.

## Bischöfe von Tura
- George Mamalassery, 1979–2007
- Andrew Marak, seit 2007